# Wouter De Vriendt
Wouter De Vriendt (Oostende, 22 juni 1977) is een Belgisch politicus voor Groen.

## Levensloop
De Vriendt studeerde aan het Koninklijk Atheneum 1 Centrum Oostende en behaalde in 1999 zijn diploma van licentiaat in de politieke wetenschappen aan de VUB. Na zijn studies deed hij van 1999 tot 2002 als doctorandus onderzoek naar Europese politiek en internationale samenwerking aan de VUB over globalisering, multi-level governance en het Gemeenschappelijk Buitenlands- en Veiligheidsbeleid van de Europese Unie. Hij doceerde werkcolleges en begeleidde studenten.
Van 2002 tot 2006 was hij inhoudelijk medewerker bij de Agalev/Groen!-fractie in het Vlaams Parlement, waar hij de internationale thema's ontwikkelingssamenwerking, mensenrechten, asiel en migratie, veiligheid en justitie en internationale economie opvolgde. In maart 2005 ging hij daarnaast aan de slag als projectonderzoeker bij de United Nations University in Brugge. Hij deed er onderzoek naar de toekomst van de Benelux in opdracht van het Ministerie van de Vlaamse Gemeenschap. Van juni 2006 tot zijn verkiezing in Kamer van volksvertegenwoordigers was hij attaché bij de Dienst Europa voor het Vlaams Parlement.
De eerste keer dat hij aan een verkiezing deelnam was voor de Vlaamse verkiezingen van juni 2004, als tweede opvolger op de Groen!-lijst in West-Vlaanderen. Na deze verkiezingen werd hij voorzitter van afdeling van Groen! in Oostende.
Als voorzitter van Groen! Oostende was hij lijsttrekker tijdens de gemeenteraadsverkiezingen van oktober 2006. Met zes procent van de stemmen (een stijging met 1,5 procentpunt) haalde Groen op 8 oktober 2006 een zetel binnen. Op 2 januari 2007 werd Wouter De Vriendt gemeenteraadslid van zijn thuisstad. Bij de gemeenteraadsverkiezingen van oktober 2012 haalde hij als lijsttrekker 2089 voorkeurstemmen en steeg zijn partij 4,1% naar 10,1%. Het aantal verkozenen steeg van een (na de samensmelting van de SLP en Groen in 2009 zorgde Geert Lambert voor een tweede zetel voor Groen in de oppositie) naar vier en De Vriendt werd fractievoorzitter voor Groen in de gemeenteraad, dat na de verkiezingen in de oppositie werd gehouden. Bij de gemeenteraadsverkiezingen van oktober 2018 trok hij de lijst voor Groen Oostende. Na deze verkiezingen sloot Groen in Oostende een bestuursakkoord met Open Vld, CD&V en N-VA en werd De Vriendt voorzitter van de gemeenteraad. Hij behield deze functie tot in december 2024, toen Groen verdween uit het gemeentebestuur van Oostende, en bleef nadien gemeenteraadslid tot en met juni 2025. Hij zette zijn mandaat vroegtijdig stop om naar eigen zeggen plaats te maken voor nieuw talent.
Vanaf 10 juni 2007 was De Vriendt lid van de Kamer van volksvertegenwoordigers, waar hij tot de Ecolo-Groen-fractie behoorde. Hij werd herkozen bij de verkiezingen van 13 juni 2010. Met 11.302 voorkeurstemmen (tegenover 8.233 bij de Federale verkiezingen van 2007) versterkte hij de positie van Groen! (sinds 2012 Groen) in de provincie. Bij de federale verkiezingen van 25 mei 2014 haalde hij 14.700 voorkeurstemmen en kon zo zijn mandaat verlengen. In 2019 was hij opnieuw lijsttrekker in West-Vlaanderen voor zijn partij bij de federale verkiezingen van 26 mei. Deze keer werd hij verkozen met 14.596 voorkeurstemmen.
Hij ging zich inhoudelijk focussen op sociale en internationale dossiers: pensioenen, armoedebestrijding, ontwikkelingssamenwerking, defensie en de Belgische militaire operaties in het buitenland zoals de ISAF-operatie in Afghanistan, de humanitaire interventie in Libië, de ontmijningsopdracht in Libanon en de antipiraterijmissie Atalanta voor de kust van Somalië. In zijn eerste mandaat was hij ook verantwoordelijk voor buitenlandse zaken waar hij bijzondere aandacht had voor het lot van de Palestijnen en vrede in het Midden-Oosten en het Belgisch beleid in Congo.
In de Kamer werd hij vast lid van de Commissie voor de Buitenlandse Betrekkingen, de commissie Legeraankopen, de commissie belast met de opvolging van buitenlandse zendingen, en de Raadgevende Interparlementaire Beneluxraad. Hij werd plaatsvervanger in Commissie voor Sociale Zaken, de Commissie voor Landsverdediging, de commissie Europese Aangelegenheden', de Commissie voor de verzoekschriften, en de Bijzondere commissie globalisering'. Ook was hij voorzitter van de commissie Legeraankopen. Hij was ook voorzitter van de Bijzondere Kamercommissie "Congo-Koloniaal Verleden", dat in 2020 opgericht werd om "het koloniaal verleden van België onder ogen te zien, het trachten te verwerken en maatregelen te voorzien om het veroorzaakte leed te herstellen". Eind 2022 werd er geen akkoord bereikt en werd het resultaat van de commissie als een mislukking beschouwd. De passage over het aanbieden van excuses aan Congo, Burundi en Rwanda was daarbij het grootste twistpunt.
Van oktober 2020 tot maart 2021 was De Vriendt ondervoorzitter van de Kamer. In maart 2021 werd hij de Vlaamse fractieleider van Ecolo-Groen in de Kamer, een functie die hij tot aan het einde van zijn mandaat in juni 2024 afwisselend uitoefende met zijn Franstalige evenknie Gilles Vanden Burre. De Vriendt volgde Kristof Calvo in die functie op.
Bij de federale verkiezingen van 9 juni 2024 besloot hij geen nieuwe termijn na te streven en zich op de lokale politiek in Oostende te richten. Wel werd hij nog lijstduwer van de Groen-lijst in West-Vlaanderen.
Hij was van 2009 tot 2024 eveneens lid van de Benelux Interparlementaire Assemblee en van 2015 tot 2024 lid van de Parlementaire Assemblee van de NAVO.
Wouter De Vriendt werd ook actief in het verenigingsleven, zowel binnen als buiten de politiek. Hij was medeoprichter van de actiegroepen Bulldozer en werd actief in het Masereelfonds, Attac en de Vredesbeweging. In de natuurbeweging werd hij onder andere lid van Velt en Natuurpunt. Hij woont samen met zijn vriendin en heeft drie dochters.

## Publicaties
- ‘Kritische Theorie en globalisering: op weg naar een beter begrip van Multi-Level Governance’ (Res Publica, 2001: 4).
- ‘Nice: Europese Unie niet voorbereid op uitbreiding’, Vrede, januari/februari 2001.
- ‘Globalisering: een theoretisch perspectief’, Vrede, mei/juni 2001.
- ‘Naar een nieuw evenwicht’, Oikos, 1/2004.
- De Benelux: tijd voor een wedergeboorte?, Jan Wouters, Luk Van Langenhove, Maarten Vidal, Philippe De Lombaerde en Wouter De Vriendt. Antwerpen, Intersentia, 2006.